# Jager (azienda italiana)
La Nuova Jager S.r.l. è una azienda italiana produttrice di armi da fuoco creata nel 1949 da Armando Piscetta, specializzata in repliche di armi straniere.
Importa anche armi da fuoco dall'estero realizzandone versioni per il mercato italiano, come il Modello 311-1, versione dell'M16 realizzato dalla Norinco.

## Storia
Fondata nell'immediato secondo dopoguerra, produsse dapprima carabine di piccolo calibro, come l'AP51, AP55 e AP61 e repliche di armi famose nel periodo del far west come la Colt Frontier.
Negli anni '70 realizzò l'AP74, una copia dell'M16 statunitense camerata per il .22 Long Rifle, attività proseguita dagli anni '80 in poi, con la realizzazione di versioni modificate di armi da guerra rispettose della normativa italiana sulle armi in modo da poter essere immesse nel mercato del Paese.
Nel 2001 dopo la cessione del ramo d'azienda che produceva le canne alla Fabbrica d'Armi Aldo Uberti cambiò nome in Nuova Jager. Nel 2009 la proprietà della azienda venne ceduta a Massimiliano Locci che ne è anche amministratore unico.

## Prodotti
- Modello AP51
- Modello AP55
- Modello AP61
- Jager modello 9